# Modra horda
Modra horda (mongolsko: Kok ord) je bil eden od kanatov Mongolskega cesarstva, ki je nastala po Džingiskanovi smrti leta 1227. Modra horda se je kasneje združila z Belo hordo, tako da je nastala Zlata horda.
Ime Modra horda izhaja iz stepskih imen strani neba: sever-črna, jug-rdeča, vzhod-modra, zahod-bela in na sredini zlata.

## Ustanovitev
Džingiskan je pred smrtjo svoje ogromno cesarstvo razdelil med svoje sinove Džočija, Čagataja, Ögedeja in Toluja. Najstarejši sin Džoči je dobil najbolj zahodni del cesarstva, ki je obsegal del sodobne Rusije, Ukrajino, Belorusijo, del Slovaške in ozek pas Poljske. Džoči je kmalu zatem umrl, zato sta si njegovo ozemlje razdelila sinova Batu kan, ki je dobil zahodni del in Orda kan, ki je dobil vzhod. 
Modro hordo kot učinkovito državo je ustanovil Batu kan po svoji vrnitvi z vojnega pohoda v Evropo leta 1242. Leta 1245 je ob spodnji Volgi ustanovil njeno prestolnico Saraj-Batu. Batu kan je po opustošenju Vladimirja (1238) in Kijeva (1240) dobil oblast tudi nad večino ruskih kneževin. 

## Zlata doba
Modra horda se je raztezala od reke Ural na vzhodu do izliva Donave in Karpatov na zahodu. Davke so ji plačevale skorajda vse ruske kneževine, občasno pa so se odpravili na roparske pohode na Poljsko, Bolgarijo in Iran. 
Po spreobrnitvi Berke kana v islam, je postala Modra horda tradicionalna zaveznica Mameluškega sultanata Egipt proti skupnemu sovražniku Ilkanatu. 
Od leta 1280 do 1299 je bila Modra horda pod istočasno oblastjo dveh kanov: zakonito izvoljenih kanov in vojaškega mogočnika generala Nogaj kana, ki je sklenil zavezništvo z Bizantinskim cesarstvom in je napadal obmejne države Modre horde, predvsem na Balkanu. Nogajeva prevlada se je končala z ustoličenjem Tokta kana. 
Modra horda je dosegla višek moči in razcveta sredi 14. stoletja  med vladanjem Uzbek (Öz beg) kana in njegovega sina Džanibeka, ki sta aktivno sedelovala v borbah za uničenje Ilkanata. 

## Padec
Modra horda je bila trdna država od ustanovitve okrog leta 1240 do 1350. let. Problemi na zahodu države so na koncu pozročili izgubo Vlaške, Dobrudže, Moldavije in zahodne Ukrajine ter vazalnih kneževin zahodno od Kijeva. Vsa omenjana ozemlja sta si po zmagi v bitki pri Modri reki leta 1362 prisvojili Litva in Poljska. Po Džanibekovi smrti (1357) se je v Modri hordi  začela dolgoletna državljanska vojna med konkurenčnimi kani, v kateri nihče ni imel dovolj moči za prevlado. V tem obdobju se je mongolske nadoblasti otresla tudi Velika moskovska kneževina.
Državljanska vojna je trajala do prihoda Toktamiša, ki je odstranil konkurenčne kane, združil Modro hordo s svojo Belo hordo in leta 1380 ustanovil Zlato hordo. Modra horda je nato ostala neločljiv del Zlate horde vse do njenega propada leta 1502.